# Craig Gardner
Craig Gardner (Solihull, Inglaterra, 25 de noviembre de 1986) es un exfutbolista inglés que jugaba como centrocampista.
Se retiró el 30 de junio de 2020, una vez finalizó su contrato con el Birmingham City F. C., y pasó a ejercer de entrenador asistente, cargo que compaginó con el de jugador en sus últimos meses como futbolista.

## Clubes
| Club                           | País       | Año       |
| ------------------------------ | ---------- | --------- |
| Aston Villa F. C.              | Inglaterra | 2005-2010 |
| Birmingham City F. C.          | Inglaterra | 2010-2011 |
| Sunderland A. F. C.            | Inglaterra | 2011-2014 |
| West Bromwich Albion F. C.     | Inglaterra | 2014-2017 |
| Birmingham City F. C. (cedido) | Inglaterra | 2017      |
| Birmingham City F. C.          | Inglaterra | 2017-2020 |

## Palmarés

### Campeonatos nacionales
| Título          | Club                  | País       | Año  |
| --------------- | --------------------- | ---------- | ---- |
| Copa de la Liga | Birmingham City F. C. | Inglaterra | 2011 |